# Horní Němčice
Pour les articles homonymes, voir Němčice.
Horní Němčice (en allemand : Ober Niemtschitz) est une commune du district de Jindřichův Hradec, dans la Bohême-du-Sud, en République tchèque. Sa population s'élevait à 79 habitants en 2020.

## Géographie
Horní Němčice se trouve à 14 km à l'ouest-sud-ouest de Telč, à 20 km à l'est de Jindřichův Hradec, à 62 km à l'est-nord-est de České Budějovice et à 119 km au sud-sud-est de Prague.
La commune est limitée par Jilem au nord-ouest, par Studená au nord et à l'est, par Volfířov au sud-est, par Studená au sud et par Horní Meziříčko à l'ouest.

## Histoire
La première mention écrite du village date de 1368.

## Source
- (cs) Cet article est partiellement ou en totalité issu de l’article de Wikipédia en tchèque intitulé « Horní Němčice » (voir la liste des auteurs).